# Exton (Pennsylvania)
Exton ist ein census-designated place (CDP) in West Whiteland Township, Chester County, Pennsylvania, USA. Das U.S. Census Bureau hat bei der Volkszählung 2020 eine Einwohnerzahl von 5.622 ermittelt.

## Verkehr
Exton liegt an der Kreuzung des U.S. Highway 30 (früher auch „Lancaster Road“, später Lincoln Highway) und der Pennsylvania Route 100. Ab den späten 1700er Jahren wurde die Lancaster Road eine Hauptverkehrsstraße zwischen Philadelphia und dem Westen. Die heutige Route 100 war die regionale Nord-Süd-Verbindung mit Pottstown, Pennsylvania. Eine Theorie existiert, dass Exton nach dieser Kreuzung als das „X“ auf der Karte benannt wurde (X-Town). Wahrscheinlicher ist jedoch, dass das Dorf nach einem der Extons in England benannt wurde.

## Geografie
Nach dem United States Census Bureau ist der CDP 8,2 km² groß, alles Landfläche.

## Persönlichkeiten
- Kyle Lauletta (* 17. März 1995), Footballspieler
- Matt Ryan (* 17. Mai 1985), Footballspieler
- Kerr Smith (* 9. März 1972), Schauspieler